# Little America (wideografia Alphaville)
Little America – oficjalne nagranie DVD z trasy koncertowej w Salt Lake City (odbyła się 17 lipca 1999), zespołu Alphaville, które zostało wydane 28 września 2001. DVD zawiera także niepublikowane wcześniej wideo do singla "Soul Messiah", a także kilka innych materiałów bonusowych.

## Lista utworów
1. "Dream Machine (intro)"
2. "Elevator"
3. "A Victory of Love"
4. "In the Mood"
5. "Sounds like a Melody"
6. "Inside Out"
7. "The Jet Set"
8. "Monkey in the Moon"
9. "Wishful Thinking"
10. "Soul Messiah"
11. "Jerusalem"
12. "Astral Body"
13. "Guardian Angel"
14. "Dance With Me"
15. "Forever Young"
16. "New Horizons"
17. "Flame"
18. "Big in Japan"
19. "Apollo"
20. "Dance With Me (wersja ballady)"

## Materiał bonusowy
- Wideo z zaplecza sceny
- Wideo do singla "Soul Messiah"
- "Wishful Thinking" (wersja "multi")
- Pokaz slajdów